# Jazmon Gwathmey
Jazmon Chameli Gwathmey (Bealeton, 24 gennaio 1993) è una cestista statunitense con cittadinanza portoricana, professionista nella WNBA.

## Carriera
È stata selezionata dalle Minnesota Lynx al secondo giro del Draft WNBA 2016 (14ª scelta assoluta).
Con Porto Rico ha disputato i Giochi olimpici di Tokyo 2020, i Campionati mondiali del 2018 e due edizioni dei Campionati americani (2019, 2021).